# Laccophilus freudei
Laccophilus freudei är en skalbaggsart som beskrevs av Guignot 1957. Laccophilus freudei ingår i släktet Laccophilus och familjen dykare. Inga underarter finns listade i Catalogue of Life.